# Ортаон
Ортаон је у грчкој митологији био кентаур.

## Етимологија
Његово име има значење „усправан“.

## Митологија
Нон га је сврставао међу ламоске кентауре.